# Katwa (Kongo)
Katwa – miasto w Demokratycznej Republice Konga, w prowincji Kiwu Północne, w pobliżu Jeziora Edwarda, na zachód od masywu Ruwenzori. W 2004 roku liczyło 51,6 tys. mieszkańców.